# Bouillé-Courdault

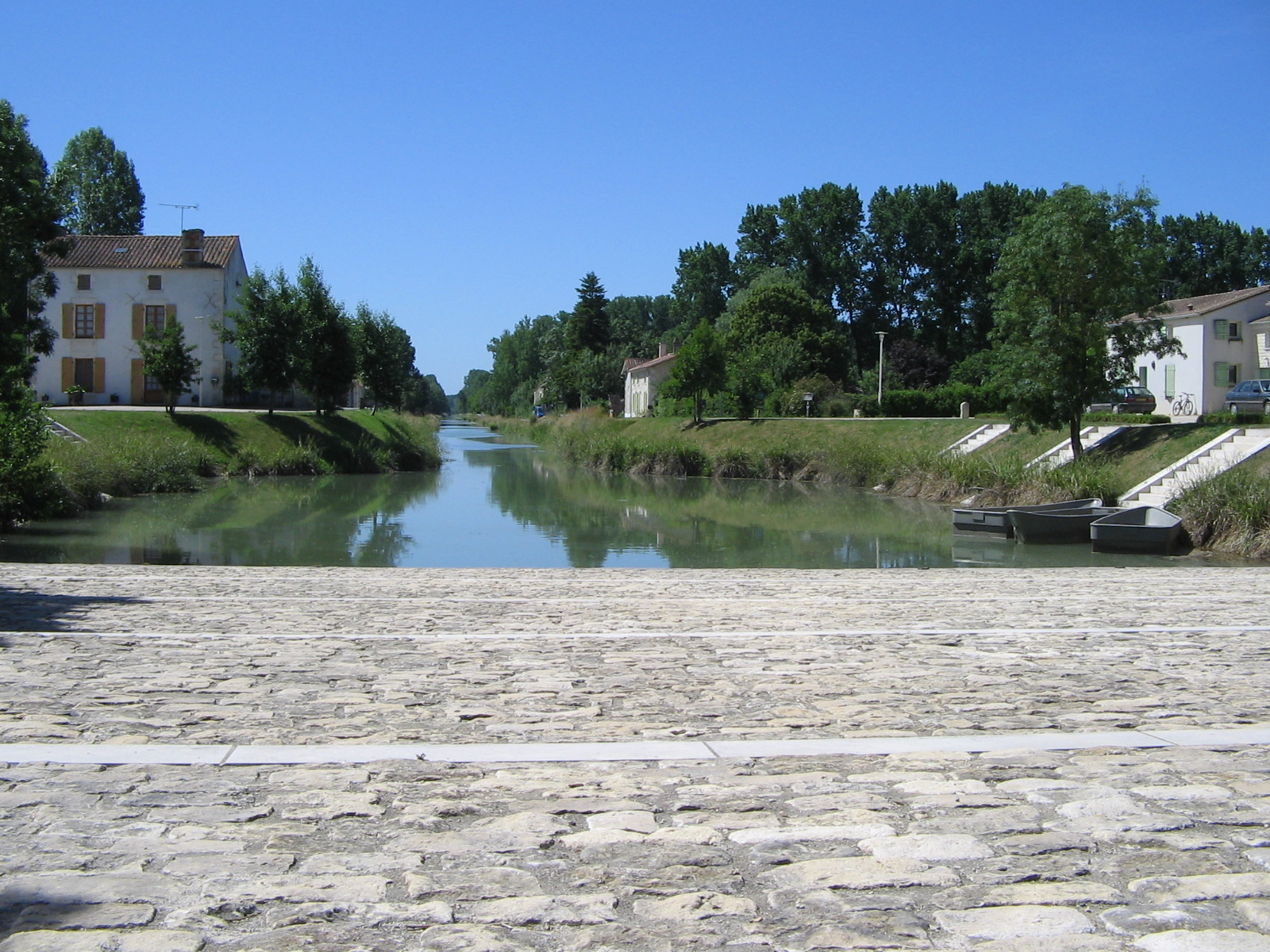
Der Hafen von Courdault (2011)

Bouillé-Courdault ist eine französische Gemeinde mit 595 Einwohnern (Stand 1. Januar 2022) im Département Vendée, in der Région Pays de la Loire. Sie gehört zum Arrondissement Fontenay-le-Comte und zum Kanton Fontenay-le-Comte (bis 2015 Kanton Maillezais). Die Einwohner werden Bouilletais und Courdelais genannt.

## Lage
Bouillé-Courdault liegt etwa 18 Kilometer westlich von Niort im Marais Poitevin und dem Venise Verte. Das Gemeindegebiet gehört zum Regionalen Naturpark Marais Poitevin. Umgeben wird Bouillé-Courdault von den Nachbargemeinden Saint-Pierre-le-Vieux im Norden und Westen, Rives-d’Autise mit Oulmes im Norden und Osten, Benet im Süden und Osten sowie Liez im Süden und Westen.

## Bevölkerungsentwicklung
| 1962                      | 1968 | 1975 | 1982 | 1990 | 1999 | 2006 | 2013 |
| 462                       | 473  | 408  | 408  | 418  | 435  | 447  | 523  |
| Quelle: Cassini und INSEE |      |      |      |      |      |      |      |